# 安徽开放大学
安徽开放大学（英文：Anhui Open University），前身为1979年2月创建的安徽广播电视大学，是安徽省唯一一所以实施远程开放教育为主的公办成人高等院校，2021年1月更名为安徽开放大学。

## 概况
学校在全省设有17所市级分校、69所县级工作站和7个行业系统教学点。现有在职教职工2100多人，其中专任教师1200多人；各类学历教育在册学生数近13万人，其中开放教育本专科在籍生10万人。